# Fraissinet-de-Lozère
Fraissinet-de-Lozère (okzitanisch Fraissinet de Losera) ist eine Ortschaft und eine Commune déléguée in der französischen Gemeinde Pont de Montvert - Sud Mont Lozère mit 189 Einwohnern (Stand: 1. Januar 2021) im Département Lozère in der Region Okzitanien. 
Mit Wirkung vom 1. Januar 2016 wurde sie mit den Gemeinden Le Pont-de-Montvert und Saint-Maurice-de-Ventalon zur Commune nouvelle Pont de Montvert - Sud Mont Lozère zusammengelegt und hat dort seither den Status einer Commune déléguée.

## Geographie
Fraissinet-de-Lozère liegt nördlich des Oberlaufs des Tarn und bietet zahlreiche Outdoorsportmöglichkeiten, wie Skifahren, Wandern, Wildwasserkajakfahren.
In der Nähe befindet sich der Mont Lozère. Der Ort liegt im Nationalpark Cevennen, einem Teil des Zentralmassives.

## Weblinks

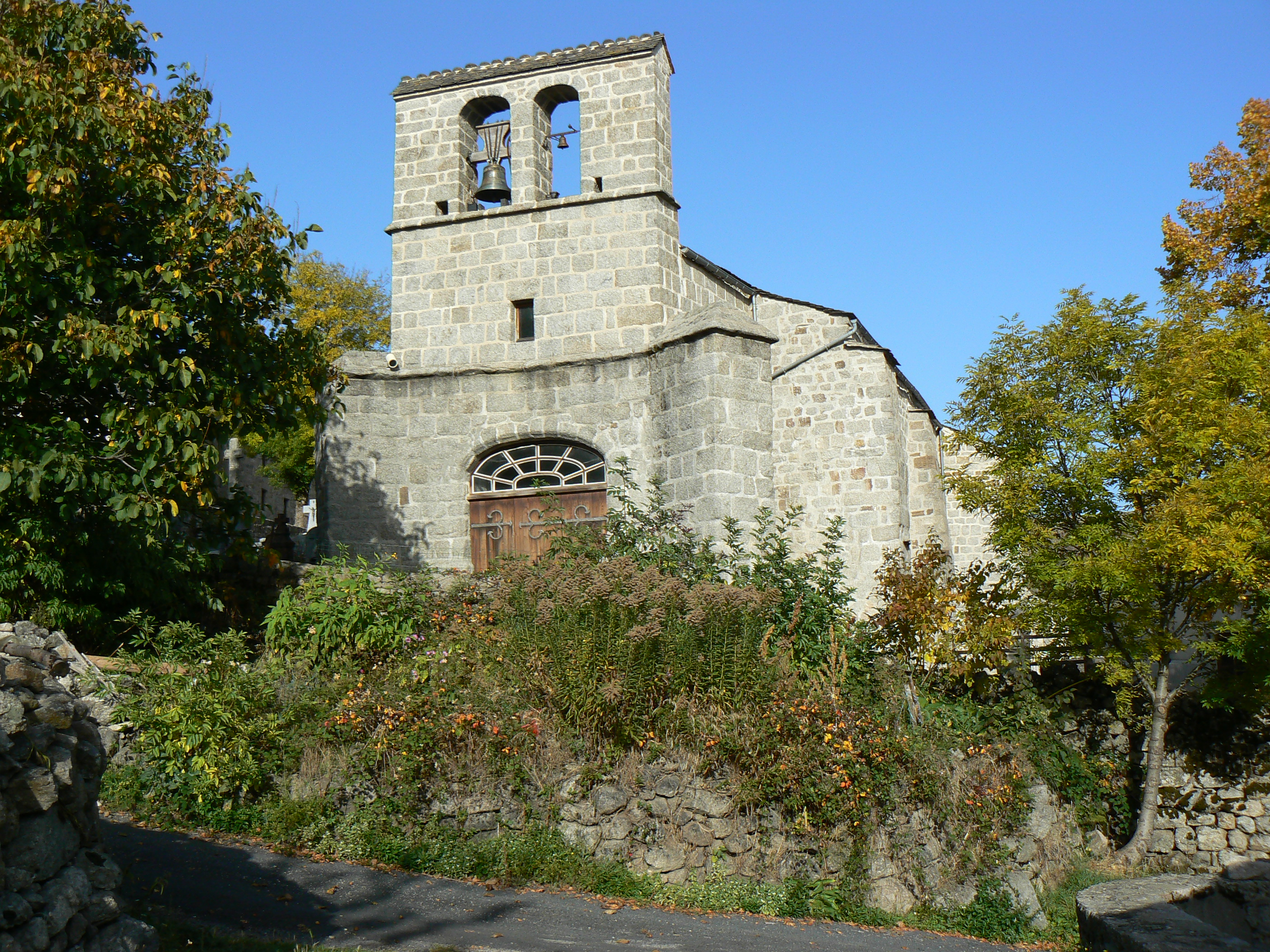
Kirche Sainte-Marie